# David Zindell
David Zindell (ur. 28 listopada 1952 w Toledo w stanie Ohio) – amerykański pisarz, autor powieści science fiction i fantasy.

## Życiorys
W 1984 ukończył studia licencjackie z zakresu matematyki na University of Colorado Boulder. W 1991 za swoją powieść Nigdylia otrzymał hiszpańską nagrodę literacką Premio Gigamesh.
Mieszka w Boulder. Jest rozwiedziony i ma dwie córki.

## Dzieła

### Powieści
- Neverness (1988; wyd. pol. 1998 Nigdylia – Tom 1 Śmierć pilota oraz Tom 2 Schizma, przeł. Jacek Manicki)[2][3]

Trylogia A Requiem for Homo Sapiens
1. The Broken God (1993)
2. The Wild (1995)
3. The War in Heaven (1998)

Seria Cykl Ea
1. The Lightstone (2001; wyd. pol. 2002 Klejnot światła: pierwsza księga cyklu Ea, przeł. Wojciech Szypuła)[4]
2. The Silver Sword (2002)
3. The Lord of Lies (2003)
4. Black Jade (2005)
5. The Diamond Warriors (2007)

### Opowiadania
- The Dreamer's Sleep (1984)
- Caverns (1985)

### Nowele
- Shanidar (1985)
- When the Rose Is Dead (1991)

### Eseje
- Letter (1993)
- Read This (1994)